# Фролов, Игорь Игоревич
И́горь И́горевич Фроло́в (род. 23 января 1990, Тула) — российский шоссейный велогонщик, начиная с 2010 года выступает в гонках континентального тура. В составе команды «Итера-Катюша» неоднократно становился победителем и призёром всероссийских и международных соревнований. Параллельным зачётом представляет Тульскую и Московскую области, мастер спорта.

## Биография
Игорь Фролов родился 23 января 1990 года в Туле. Активно заниматься велоспортом начал в раннем детстве, проходил подготовку в местной детско-юношеской спортивной школе и в училище олимпийского резерва в городе Щёлково, в разное время тренировался под руководством таких специалистов как Г. Ф. Ерошкин и В. В. Фокин.
Первого серьёзного успеха в шоссейном велоспорте добился в 2009 году, когда принял участие в многодневной гонке «Удмуртская правда» и стал бронзовым призёром на шестом её этапе. Год спустя проехал все этапы веломногодневки «Дружба народов Северного Кавказа», которая считается первенством России в многодневной дисциплине, в том числе финишировал седьмым на третьем и пятом этапах. Помимо этого, съездил в Польшу, выиграв там четвёртый этап гонки Carpathia Couriers Path. Ещё через год в составе российской континентальной команды «Итера-Катюша» показал четвёртый результат в групповой гонке на молодёжном чемпионате России, занял третье место на втором этапе «Тура Луар-э-Шер» во Франции, стал седьмым на «Мемориале Олега Дьяченко».
В 2013 году Фролов одержал победу на Кубке России, тогда как на чемпионате России получил серебряные медали в парной и командной гонках, а в групповой гонке закрыл десятку сильнейших. Также удачно выступил на «Дружбе народов Северного Кавказа», занял второе место на пятом этапе и третье на восьмом.
Сезон 2014 года получился одним из самых успешных в спортивной карьере Игоря Фролова, он боролся за победу на всех этапах «Дружбы народов Северного Кавказа» и в итоге расположился в генеральной классификации на первой строке, став таким образом чемпионом России в многодневной дисциплине. Кроме того, успешно выступил на «Туре Кавказа» и на «Гран-при Сочи», где занял в общем зачёте пятую позицию.